# Amorij
Amorij (starogrško Ἀμόριον, latinizirano: Amórion) je bilo mesto v anatolski pokrajini  Frigiji.  Ustanovljeno je bilo v helenističnem obdobju, doživelo razcvet v Bizantinskem cesarstvu in po arabskem plenjenju leta 838 propadlo. Stalo je na bizantinski vojaški cesti iz Konstantinopla v Kilikijo. Njegove ruševine in höyük (gomila) se nahajajo pod  vasjo in okoli vasi Hisarköy, 13 kilometrov vzhodno od Emirdağa v provinci Afyonkarahisar, Turčija.
Arabski in drugi islamski viri mesto omenjajo kot ʿAmmūriye. V osmanskem obdobju se je mesto imenovalo Hergen Kale in ni nikoli ponovno pridobilo svojega nekdanjega pomena. 

## Zgodovina

### Antika
Mesto je  od obdobja 133 pr. n. št. do 27 pr. n. št. do 3. stoletja n. št. kovalo lasten denar,  kar kaže na njegov pomen v predbizantinskem obdobju. Amorij je bil očitno prestižno in uspešno mesto. Ob tem je treba povedati, da so zgodnji zgodovinski zapisi, ki omenjajo mesto, strogo omejeni na Strabona, vendar se pričakuje, da bodo nova odkritja osvetlila rimsko obdobje mesta in obdobje pred njim. 

### Bizantinsko obdobje
Cesar Zenon je v 5. stoletju mesto utrdil, vendar je postalo pomembno šele v 7. stoletju. Zaradi strateške lege v osrednji Anatoliji je mesto po muslimanski osvojitvi Levanta postalo ključno oporišče proti vojskam Omajadskega kalifata.  Mesto je prvi napadel Muavija I. leta 646. Leta 666 je kapituliralo pred Abd ar-Rahmanom ibn Halidom, leta 669 pa ga je zasedel Jazid I. Mesto je nato ponovno zavzel Andrej, general cesarja  Konstansa II. V naslednjih dveh stoletjih je ostalo pogosta tarča muslimanskih napadov na Anatolijo, zlasti med velikima  obleganjema leta 716 in 796. Kmalu zatem je postalo glavno mesto Anatolske teme. V letih 742-743 je bilo glavno oporišče cesarja Konstantina V. v bojih proti uzurpatorju Artabazdu. Leta 820 se je na bizantinski prestol povzpel Amorijec Mihael II. in ustanovil Amorijsko dinastijo. Z njim  se je začelo obdobje največjega razcveta mesta. Postalo je največje mesto v Anatoliji, status rodnega mesta vladajoče dinastije pa je pomenil tudi njegovo pogubo: leta 838 je kalif Al-Mutasim sprožil kampanjo posebej proti Amoriju, ga zavzel in do tal porušil.  Dogodki so opisani v Abu Tamamovi pesnitvi.
Mesto je bilo obnovljeno, vendar ga je Tamal al-Dulafi leta 931 požgal. Amorij je kljub temu ostal dejavno bizantinsko mesto vsaj do 11. stoletja. Po bitki pri Manzikertu so ga opustošili Seldžuki in pobili velik del njegovih prebivalcev. Cesar Aleksej I. Komnen je leta 1116 pri Amoriju premagal Seldžuke. 
Al-Idrizi in Hamdalah Mustavfi omenjata, da je bil Amorij pomembno mesto od 12. do 14. stoletja.

## Izkopavanja
Najdišče Amorija je bilo dolgo neznano, čeprav se je njegovo ime pojavljalo na številnih zemljevidih iz 18. in 19. stoletja. Ponovno ga je odkril Richard Pococke leta 1739. Kasneje so ga natančneje vrisali na zemljevide.
Leta 1987 je R.M. Harrison z Univerze v Oxfordu opravil predhodno raziskavo najdišča. Izkopavanja so se začela leta 1988. Od samega začetka so bila usmerjena predvsem v raziskovanje postklasičnega bizantinskega Amorija. V letih 1989 in 1990 je bila izvedena intenzivna površinska raziskava umetne gomile v zgornjem mestu. Leta 2001 je Ali Kaya izvedel geofizikalno raziskavo cerkve, najdene v zgornjem mestu, katere izkopavanje je treba še opraviti. Projekt sponzorira Britanski inštitut za arheologijo v Ankari, financirajo pa ga različne ustanove iz Združenih držav, vključno s skladom Adelaide in Miltona De Groota v Metropolitanskem muzeju umetnosti in Prijatelji Amorija.
Po več kot 20 letih britanskih izkopavanj v Amoriju se je terensko delo znova začelo leta 2014 z novo turško ekipo pod vodstvom doktorice Zelihe Demirel Gökalp z Univerze Anadolu s sedežem v Eskişehirju. Projekt izkopavanj Amorija poteka s sodelovanjem tujih institucij, kot je Inštitut za sredozemske študije Fundacije za raziskave in tehnologijo – Hellas.